# Elezioni parlamentari in Dominica del 2009
Le elezioni parlamentari in Dominica del 2009 si tennero il 18 dicembre per il rinnovo della Camera dell'Assemblea.

## Risultati
| Liste                             | Voti   | %     | Seggi |
| --------------------------------- | ------ | ----- | ----- |
| Partito Laburista di Dominica     | 22 262 | 60,36 | 18    |
| Partito Unito dei Lavoratori      | 12 606 | 34,18 | 3     |
| Partito della Libertà di Dominica | 866    | 2,35  | –     |
| Movimento Popolare Democratico    | 180    | 0,49  | –     |
| Partito Progressista di Dominica  | 12     | 0,03  | –     |
| Indipendenti                      | 358    | 0,97  | –     |
| Totale                            | 36 883 | 100   | 21    |